# USS Robert L. Wilson (DD-847)
USS Robert L. Wilson (DD-847/DDE-847) là một tàu khu trục lớp Gearing được Hải quân Hoa Kỳ chế tạo vào giai đoạn cuối Chiến tranh Thế giới thứ hai. Nó là chiếc tàu chiến duy nhất của Hải quân Mỹ được đặt theo tên Binh nhất Thủy quân Lục chiến Robert L. Wilson (1920–1944), người đã tử trận trong trận Tinian và được truy tặng Huân chương Danh dự. Hoàn tất khi chiến tranh đã kết thúc, con tàu tiếp tục phục vụ trong giai đoạn Chiến tranh Lạnh và Chiến tranh Việt Nam cho đến năm 1974. Nó bị đánh chìm như một mục tiêu năm 1980. Robert L. Wilson được tặng thưởng ba Ngôi sao Chiến trận do thành tích phục vụ trong Chiến tranh Việt Nam.

## Thiết kế và chế tạo
Robert L. Wilson được đặt lườn tại xưởng tàu của hãng Bath Iron Works Corp. ở Bath, Maine vào ngày 2 tháng 7 năm 1945. Nó được hạ thủy vào ngày 5 tháng 1 năm 1946; được đỡ đầu bởi bà Joe Wilson, và nhập biên chế tại Xưởng hải quân Boston vào ngày 28 tháng 3 năm 1946 dưới quyền chỉ huy của Hạm trưởng, Trung tá Hải quân Benard R. Cadden.

## Lịch sử hoạt động

### 1946 - 1960
Sau khi hoàn tất chuyến đi chạy thử máy huấn luyện tại khu vực vịnh Guantánamo, Cuba, Robert L. Wilson khởi hành từ Norfolk, Virginia vào ngày 23 tháng 7 năm 1946 cho một lượt phục vụ cùng Đệ Lục hạm đội tại Địa Trung Hải kéo dài sáu tháng. Quay trở về Hoa Kỳ vào tháng 2 năm 1947, trong hai năm tiếp theo nó đặt căn cứ tại Newport, Rhode Island và tiến hành các hoạt động thường lệ dọc theo vùng bờ Đông và vùng biển Caribe. Sau khi được đại tu tại Xưởng hải quân Boston, nó rời Hampton Roads cho một chuyến đi thực tập dành cho học viên sĩ quan, vốn đã đưa con tàu đến Plymouth, Anh; Cherbourg, Pháp và vịnh Guantánamo, Cuba. Vào ngày 4 tháng 3 năm 1950, nó được xếp lại lớp như một tàu khu trục hộ tống và mang ký hiệu lườn mới DDE-847. Nó lại thực hiện một chuyến đi thực tập học viên sĩ quan khác đến vùng biển Bắc Âu, làm nhiệm vụ tại Địa Trung Hải bao gồm một đợt phô diễn kỹ thuật chống tàu ngầm, và các hoạt động tìm-diệt tàu ngầm tại vùng biển dọc bờ Đông từ căn cứ Norfolk.

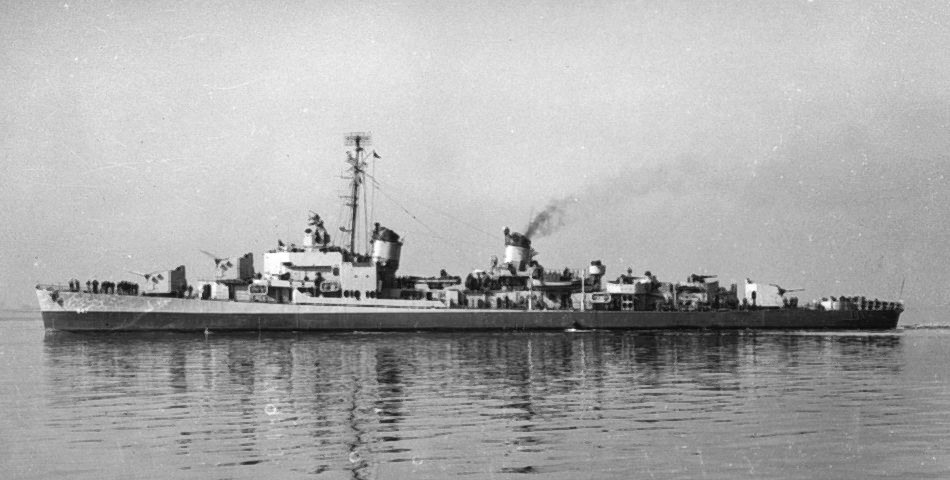
Robert L. Wilson vào năm 1946.

Vào ngày 1 tháng 1 năm 1951, do việc sắp xếp lại biên chế hạm đội, Robert L. Wilson được điều sang Hải đội Hộ tống 4 và đàm nhiệm vai trò soái hạm Tư lệnh Đội hộ tống 42. Trong giai đoạn cho đến ngày 30 tháng 6 năm 1960, nó đã hoàn tất tám lượt phục vụ tại Địa Trung Hải, thực hiện các chuyến đi dọc theo vùng bờ Đông để huấn luyện học viên mới cùng những chuyến thực tập cho học viên sĩ quan của Học viện Hải quân Hoa Kỳ, nhấn mạnh đến thực hành chiến thuật chống tàu ngầm.
Robert L. Wilson được điều sang Hải đội Khu trục 36 mới được thành lập vào ngày 1 tháng 7 năm 1956, bao gồm những tàu khu trục hộ tống được cấu hình đặc biệt cho nhiệm vụ chống tàu ngầm, nhưng vẫn duy trì những khả năng tác chiến như một tàu khu trục thông thường. Vào cuối tháng 11 và đầu tháng 12 năm 1959, nó cùng hai tàu khu trục hộ tống khác tham gia Chiến dịch "Monsoon", sẵn sàng hoạt động tìm kiếm-giải cứu phục vụ dọc theo tuyến đường bay vào lúc Tổng thống Dwight D. Eisenhower thực hiện chuyến công du sang Châu Âu. Sau đó nó tiếp tục hoạt động tại vùng bờ Đông và vùng biển Caribe, cho đến khi được đại tu tại Xưởng hải quân Norfolk vào mùa Hè năm 1960.

### 1961 - 1974
Quay lại hoạt động tại vùng bờ biển Đại Tây Dương, vào tháng 1 năm 1961, Robert L. Wilson đã tham gia hoạt động tìm kiếm chiếc tàu biển chở hành khách Bồ Đào Nha SS Santa Maria, vốn bị một nhóm nổi dậy cánh tả chiếm giữ. Cuộc săn đuổi kéo dài tám ngày đã đưa chiếc tàu khu trục cùng với các tàu chị em Gearing (DD-710) và Damato (DD-871) đi đến ngoài khơi Recife, Brazil, nơi những tên cướp biển đầu hàng và thả các con tin. Quay trở lại Norfolk, nó chuẩn bị cho một lượt biệt phái khác, rồi lên đường vào ngày 8 tháng 6 để hoạt động tại Địa Trung Hải. Nó trải qua mùa Thu và mùa Đông năm 1961 hoạt động tại vùng bờ biển Đại Tây Dương ngoài khơi Norfolk.
Vào tháng 2 năm 1962, Robert L. Wilson được huy động để tham gia Chương trình Mercury, khi phục vụ vào việc thu hồi tàu không gian Friendship 7 đưa phi hành gia John Glenn lên quỹ đạo chung quanh trái đất. Sau đó nó được phái sang vùng biển Bắc Âu cùng Đội đặc nhiệm Bravo, rồi quay trở về Norfolk vào giữa tháng 6. Con tàu được xếp lại lớp, và quay trở lại ký hiệu lườn cũ DD-847 từ ngày 1 tháng 8 năm 1962. Vào tháng 9, nó cùng phần còn lại của Đội khu trục 362 được phái đến vịnh Guantánamo, Cuba như một đơn vị phòng thủ căn cứ hải quân tại đây cùng vùng biển phụ cận. Con tàu có mặt tại đây vào tháng 10, vào lúc xảy ra cuộc Khủng hoảng tên lửa Cuba do Liên Xô bố trí tên lửa đạn đạo mang đầu đạn hạt nhân tại hòn đảo Trung Mỹ này; và do đó nó đã tham gia lực lượng hải quân phong tỏa vùng biển Cuba.
Sau khi vụ khủng hoảng được dàn xếp thông qua thương lượng hòa bình, Robert L. Wilson quay trở về Norfolk vào cuối tháng 11, và hoạt động tại chỗ cho đến tháng 3 năm 1963, khi nó đi vào Xưởng hải quân Philadelphia để được nâng cấp trong khuôn khổ Chương trình Hồi sinh và Hiện đại hóa Hạm đội I (FRAM: Fleet Rehabilitation and Modernization), nơi nó được sửa chữa và nâng cấp để kéo dài vòng đời hoạt động thêm 10 đến 20 năm, đồng thời nâng cao năng lực tác chiến. Hoàn tất việc nâng cấp vào tháng 11 năm 1963, nó tiếp tục phục vụ cùng Hạm đội Đại Tây Dương.
Sau khi phục vụ như một tàu huấn luyện tác xạ tại khu vực vịnh Guantánamo, Cuba vào cuối tháng 1 và đầu tháng 2, 1966, Robert L. Wilson được phái đi hoạt động như một tàu thu hồi dự phòng cho chuyến bay không người lái đầu tiên AS-201 của Chương trình Apollo. Trong tháng 4 và tháng 6, nó hoạt động cùng tàu sân bay Wasp (CVS-18), tàu thu hồi chính cho chuyến bay Gemini 9 trong khuôn khổ Chương trình Gemini. Sau đó nó tiến hành thực tập chống tàu ngầm trước khi lên đường vào ngày 22 tháng 7 cho lượt hoạt động tiếp theo tại Địa Trung Hải; nó quay trở về Norfolk vào ngày 17 tháng 12. Nó phục vụ như tàu huấn luyện cho Trường Sonar Hạm đội trong tháng 1 và tháng 2, 1967, rồi trải qua thời gian còn lại của năm đó hoạt động dọc theo vùng bờ Đông và vùng biển Caribe.
Vào tháng 5, 1968, Robert L. Wilson tham gia vào việc tìm kiếm chiếc tàu ngầm hạt nhân Scorpion (SSN-589), bị mất tích đang khi hoạt động tại vùng biển Đại Tây Dương gần quần đảo Azores, nhưng không mang lại kết quả. Quay trở lại Norfolk vào ngày 13 tháng 6, nó tiếp tục hoạt động dọc theo vùng bờ Đông cho đến khi lên đường vào ngày 6 tháng 9 khi được phái sang phục vụ tại khu vực Tây Thái Bình Dương.
Ghé qua San Diego, Trân Châu Cảng, Midway, Guam và vịnh Subic, Philippines trên đường đi, Robert L. Wilson đi đến ngoài khơi Việt Nam và đảm nhiệm vai trò hỗ trợ hải pháo tại một vị trí cách 36 mi (58 km) về phía Nam Huế. Sau đó nó tham gia hoạt động tìm kiếm và giải cứu trong vịnh Bắc Bộ từ ngày 28 tháng 10, và đã phá hủy hai thuyền buồm đối phương bằng hỏa lực súng máy. Đến đầu tháng 11, nó được phân công hộ tống và canh phòng máy bay cho tàu sân bay Constellation (CVA-64) tại trạm Yankee, và đã ở lại vùng biển Việt Nam cho đến hết năm đó.
Robert L. Wilson quay trở về San Diego vào ngày 27 tháng 3, 1969, và hoạt động tại chỗ dọc theo vùng bờ Tây cho đến khi được điều động sang vùng bờ Đông; nó băng qua kênh đào Panama và đi đến Norfolk vào ngày 21 tháng 6. Con tàu tiếp tục hoạt động dọc theo vùng bờ Đông và vùng biển Caribe, tham gia cuộc Tập trận “Springboard”, cho đến khi được phái sang Địa Trung Hải vào ngày 5 tháng 3, 1970. Trong chuyến đi này nó tham gia hai cuộc tập trận của Khối NATO “Dawn Patrol” và “MEDTACEX”, và từng được phái đến khu vực biển Levant do xảy ra khủng hoảng tại vùng Trung Đông. Quay trở về Norfolk vào ngày 16 tháng 9, nó được nghỉ ngơi, bảo trì và huấn luyện.
Robert L. Wilson lại thực hiện một lượt phục vụ khác cùng Đệ Lục hạm đội tại Địa Trung Hải, khi nó khởi hành từ Norfolk vào ngày 17 tháng 9, 1971. Sau sáu tháng tuần tra, huấn luyện và tập trận, nó quay trở về Norfolk vào ngày 17 tháng 3, 1972. Nó được cho xuất biên chế tại Norfolk vào ngày 30 tháng 9, 1974, đồng thời được cho rút tên khỏi danh sách Đăng bạ Hải quân cùng ngày hôm đó. Nó neo đậu tại Philadelphia, Pennsylvania cho đến khi được sử dụng như một mục tiêu thực hành, và bị đánh chìm bởi tên lửa chống hạm Harpoon vào ngày 1 tháng 3, 1980.

## Phần thưởng
Robert L. Wilson được tặng thưởng ba Ngôi sao Chiến trận do thành tích phục vụ trong Chiến tranh Việt Nam.